# Irène de Chrysobalanton
Irène de Chrysobalanton (en grec médiéval : Ειρήνη Χρυσοβαλάντου / Iríni Khrisovalándou), aussi connue comme Irène de Cappadoce, est une ascète, vénérable et sainte byzantine du IXe siècle. 
Sa mémoire est commémorée le 28 juillet dans l'Église catholique et dans l'Église orthodoxe.

## Sources
L'histoire hagiographique de sa vie est transmise par un texte, la Vita de cette sainte, qui est une hagiographie de sa vie trouvée dans sept manuscrits byzantins différents. Le récit, mis en lien avec l'épisode religieux du Triomphe de l'Orthodoxie, comporte des visées politiques et spirituelles destinées à élever les fidèles,.

## Biographie
Le récit hagiographique présente Irène comme issue d'une famille aisée de Cappadoce,. Suite au Triomphe de l'Orthodoxie, l'impératrice Théodora aurait recherché une épouse convenable pour son fils, l'empereur Michel III et organisé un concours de beauté dans l'Empire,. Après avoir échoué au concours, ce qui aurait provoqué son « soulagement », Irène aurait choisi de se rendre au monastère de Chrysobalanton après avoir vendu tous ses biens.
Selon d'autres versions, cependant, elle aurait été promise à Michel III dans son enfance, alors qu'il avait douze ans,. Alors qu'elle se rendait à Constantinople pour le rencontrer et l'épouser, elle aurait croisé Joannice le Grand sur le trajet, qui l'aurait dissuadée de se marier et l'aurait dirigée vers la vie monastique et le monastère de Chrysobalanton,.
Pendant le début de sa vie monastique, la sainte aurait fait preuve de componction, ne se serait changée qu'une fois par an et se serait nourrie simplement de pain et d'eau. Après la mort de son higoumène, elle aurait été choisie pour lui succéder et aurait été consacrée à ce rang par Méthode Ier de Constantinople. Installée dans ce monastère constantinopolitain, la sainte aurait eu une certaine renommée dans les environs et reçu un certain nombre de personnes venant chercher ses conseils et sa direction. Elle aurait accompli aussi des miracles et aurait eu le « don de clairvoyance ». De nombreux miracles lui sont attribués par les récits hagiographiques, comme le fait d'avoir réussi à ne pas périr brûlée dans un incendie, qui l'aurait touché sans qu'elle ne s'en inquiète outre mesure.
Elle serait morte à l'âge de 103 ans et aurait été inhumée dans la « chapelle du saint martyr Théodore ».

## Analyse
Marie-France Auzépy, professeure émérite à l’Université Paris VIII, la décrit de la sorte : 

« Leurs Vies furent écrites soit pour des raisons idéologiques, dans le cas de la Vie de Théodora ou dans le cas de celle, tardive, d’Irène, soit pour des raisons familiales, dans le cas de la Vie de Théophano.
[...]
Vierge, épouse et mère avant de finir, le plus souvent, sa vie au couvent, tel est en effet le profil de la sainte au IXe et au Xe siècle : Irène de Chrysobalanton entre au couvent jeune fille après avoir échoué au concours de beauté organisé pour trouver une épouse à Michel III, mais Athanasie d'Égine devient moniale alors qu’elle est veuve de deux maris et sans avoir été mère, et Théodora de Thessalonique alors qu’elle est veuve et mère d’une fille, seule enfant qui lui reste des trois qu’elle a mis au monde ; Marie la Jeune, épouse et mère, est sainte sans même passer par le monastère, ce qui est aussi le cas de Thomaïs de Lesbos, qui, elle, a gardé sa virginité dans le mariage. »

## Célébration
Elle est commémorée le 28 juillet dans l'Église catholique et dans l'Église orthodoxe,.